# Pyinbya
Pyinbya (birm. ပျဉ်ပြား, pjɪ̀ɴbjá; 817–876) – był królem Królestwa Paganu w Birmie (Mjanmie), który założył miasto Pagan (Bagan) w roku 849 n.e.
Chociaż kroniki birmańskie opisują go jako 33. króla w dynastii założonej na początku II w. n.e., współcześni historycy uważają Pyinbyę za jednego z pierwszych królów Paganu – miasta, które w ciągu następnych dwóch wieków przejęło stopniowo kontrolę nad współczesną środkową Birmą. Pyinbya był pradziadkiem ze strony ojca króla Anawrahty, twórcy Imperium Paganu.

## Tradycja kronik
Według kronik birmańskich, przyszły król był synem króla Paganu Saw Khin Hnita. Urodził się w roku 802 lub 817. Przed objęciem tronu był on panem należącej do Paganu wsi Pyinbya, znanym pod imieniem Pyinbya Mintha. W roku 846 objął on władzę królewską po swoim bracie królu Khelu. 23 grudnia 849 roku założył on miasto Pagan. Założył on też w roku 857 osadę Taungdwin, prawdopodobnie najbardziej na południe wysuniętą placówkę rodzącego się królestwa. Zmarł w roku 876 w wieku 59 lat (w 60. roku życia). (Trzeba zauważyć, że główne kroniki birmańskie nie są zgodne w kwestii lat jego panowania, urodzenia i śmierci. Najstarsza z kronik, Zatadawbon Yazawin, uważana jest za najdokładniejszą dla okresu królestwa Paganu.). Poniższa tabela przedstawia daty zawarte w czterech głównych kronikach oraz daty z kroniki Hmannan po ich skorygowaniu względem potwierdzonej inskrypcjami daty akcesji Anawrahty w roku 1044.
| Kronika                        | Urodzenie–Śmierć | Wiek | Panowanie | Długość panowania |
| ------------------------------ | ---------------- | ---- | --------- | ----------------- |
| Zatadawbon Yazawin             | 817–876          | 59   | 846–876   | 30                |
| Maha Yazawin                   | 817–858          | 41   | 846–858   | 12                |
| Yazawin Thit i Hmannan Yazawin | 802–878          | 76   | 846–878   | 32                |
| Hmannan skorygowana            | 830–906          | 76   | 874–906   | 32                |

Miejsce Pyinbyi na tronie zajął jego syn Tannet.

## Poglądy nauki
Według głównego nurtu nauki, Pyinbya jest jednym z pierwszych królów Paganu, państwa stworzonego przez lud Mranma (Bamar / Birmańczyków) pochodzący z królestwa Nanzhao. Pagan jest pierwszym znanym miejscem osiedlenia Birmańczyków w dolinie Irawadi, po skończeniu się niszczycielskich najazdów Nanzhao na dolinę górnej Irawadi trwających od lat 50. VIII w. do lat 30. wieku następnego. Po najazdach tych, które bardzo osłabiły państwa Pyu, duża liczba wojowników Mranma z Nanzhao wraz z rodzinami pozostała w dolinie górnej Irawadi. Pagan powstał jako ufortyfikowana osada w zakolu rzeki Irawadi. Osada ta mogła być pomyślana jako punkt oparcia dla Nanzhao podczas pacyfikowania okolicznych terenów. Był to oczywiście punkt o strategicznym znaczeniu, bliski rzeki Czinduin i położony tuż na zachód od dobrze zmeliorowanej równiny pokrytej uprawami ryżu.
Aż do późnych lat X w., kiedy to wzrósł w blask i władzę, Pagan był jednym z kilku konkurujących miast-państw. Dwieście lat po tym, gdy Pyinbya założył Pagan, jego prawnuk Anawrahta stworzył Imperium Paganu, pierwszą w historii formę zjednoczenia doliny Irawadi i jej peryferiów.